# Лаики Фони
„Лаики Фони“ (на гръцки: Λαϊκή Φωνή, в превод Народен глас) е гръцки вестник, излизал в Сяр, Гърция от 21 февруари 1932 година до юли 1932 година.
Подзаглавието е Седмичен политико-икономически вестник в Сяр (Εβδομαδιαία πολιτικοικονομική εφημερίς εν Σέρραις). Директор е Константинос Пападопулос, а финансов директор – Й. Сукюроглу. Вестникът излиза на четири страници, 37 х 51.